# Élection gouvernorale de 2020 en Indiana
L' élection gouvernorale de 2020 en Indiana a lieu le 3 novembre 2020 afin d'élire le gouverneur et le lieutenant-gouverneur de l'État américain d'Indiana.
Le gouverneur sortant républicain Eric Holcomb est réélu avec 56 % des voix.

## Contexte
Le gouverneur sortant républicain Eric Holcomb, élu en 2016, est candidat à un second mandat. Sa lieutenant-gouverneure, Suzanne Crouch se représente également. Ils sont notamment opposés au candidat du démocrate, Woody Myers, médecin de profession. Les deux candidats au poste de gouverneur sont désignés sans opposition lors des primaires du 2 juin 2020.

## Système électoral
Le gouverneur de l'Indiana et le lieutenant-gouverneur de l'Indiana sont élus pour un mandat de quatre ans au scrutin uninominal majoritaire à un tour.

## Primaire républicaine

### Candidats
- Eric Holcomb, gouverneur sortant

### Résultats
| Candidat | Candidat     | Voix    | %   |  |
| -------- | ------------ | ------- | --- |  |
|          | Eric Holcomb | 524 496 | 100 |  |
|          |              |         |     |  |
| Total    | Total        | 524 496 | 100 |  |

Comme en 2016, Holcomb choisit Suzanne Crouch comme colistière, pour le poste de lieutenant-gouverneur.

## Primaire démocrate

### Candidats
- Woody Myers, médecin

### Résultats
| Candidat | Candidat    | Voix    | %   |  |
| -------- | ----------- | ------- | --- |  |
|          | Woody Myers | 408 230 | 100 |  |
|          |             |         |     |  |
| Total    | Total       | 408 230 | 100 |  |

Myers choisit Linda Lawson, ancienne représentante de l'Indiana comme colistière, pour le poste de lieutenant-gouverneur.

## Autres partis et candidats
- Donald Rainwater, ancien combattant (Parti libertarien)
  - colistier : William Henry

## Sondages
| Institut        | Date       | Échantillon | Holcomb (R) | Myers (D) | Rainwater (L) | Autres/Indécis |
| --------------- | ---------- | ----------- | ----------- | --------- | ------------- | -------------- |
| Institut        | Date       | Échantillon |             |           |               | Autres/Indécis |
| Cygnal          | 23/10/2020 | 600         | 47 %        | 29 %      | 15 %          | 9 %            |
| Ragnar Research | 21/10/2020 | 529         | 52 %        | 26 %      | 14 %          | 8 %            |
| SurveyUSA       | 13/10/2020 | 527         | 55 %        | 25 %      | 10 %          | 10 %           |
| BK Strategies   | 05/10/2020 | 600         | 60 %        | 21 %      | 8 %           | 11 %           |
| Change Research | 30/09/2024 | 1 033       | 36 %        | 30 %      | 24 %          | 10 %           |
| BK Strategies   | 21/05/2020 | 600         | 64 %        | 21 %      | —             | 15 %           |
| Change Research | 13/04/2020 | 1 021       | 45 %        | 25 %      | 8 %           | 22 %           |

## Résultats
| Candidat et colistier    | Candidat et colistier          | Parti                    | Voix      | %     |
| ------------------------ | ------------------------------ | ------------------------ | --------- | ----- |
|                          | Eric Holcomb Suzanne Crouch    | Républicain              | 1 706 727 | 56,51 |
|                          | Woody Myers Linda Lawson       | Démocrate                | 968 094   | 32,05 |
|                          | Donald Rainwater William Henry | Libertarien              | 345 567   | 11,44 |
|                          |                                |                          |           |       |
| Votes valides            | Votes valides                  | Votes valides            | 3 020 388 | 98,43 |
| Votes blancs et nuls     | Votes blancs et nuls           | Votes blancs et nuls     | 48 237    | 1,57  |
| Total                    | Total                          | Total                    | 3 068 625 | 100   |
| Abstention               | Abstention                     | Abstention               | 1 682 745 | 35,42 |
| Inscrits / participation | Inscrits / participation       | Inscrits / participation | 4 751 370 | 64,58 |